# Tamás evangéliuma
Tamás evangéliuma (más néven Tamás kopt evangéliuma  ) egy apokrif ókeresztény evangélium, amely Jézus 114 mondását és példázatát tartalmazza, egyszerű listába rendezve. Nincs narratív szerkezete, és gyakorlatilag semmit sem mond Jézus életéről, haláláról vagy feltámadásáról. Gyakran „mondás-evangéliumnak” nevezik.
Egyiptomban fedezték fel 1945-ben a Nag Hammádi-i leletek között. A tudósok azt feltételezik, hogy az írást Atanáz püspök levelére válaszul rejtették el, amikor az felsorolta a keresztény szentírás szigorú kánonját. 
A legtöbb tudós a mű megírását a 2. századra teszi,  míg mások 3. századi dátumot is javasoltak. 
A felfedezése óta a viták témája a bibliakutatók körében. Minden bizonnyal az egyik legkorábbi beszámoló Jézus tanításáról a kanonikus evangéliumokon kívül.
Egyes tudósok a művet gnosztikus szövegnek tekintik , mivel a spirituális tudás  (gnózis) fontosságát hangsúlyozza, és ezért más, egyértelműen gnosztikus szövegek gyűjteményében is megtalálható. Mások azonban elutasítják ezt az értelmezést.
Sok tudós egy „Q-forrás” létezésének bizonyítékaként tekint rá, amely formájában hasonló lehetett Jézus mondásainak gyűjteményéhez, bár a legtöbben arra a következtetésre jutottak, hogy a mű a szinoptikus evangéliumoktól függ, vagy azokat harmonizálja. A mű mondásainak nagyjából fele megtalálható a szinoptikus evangéliumokban is – Márk, Máté és Lukács evangéliumában, – gyakran egyszerű és értelmezéstől mentes formákban.